# Driven (roman)
Pour les articles homonymes, voir Driven.
Driven (titre original : Driven) est un roman noir de l'écrivain américain James Sallis, publié en 2012. Ce roman fait suite à Drive (2005) et a été traduit en français par Hubert Tézenas. Il a été publié en 2013 par les éditions Payot et Rivages, dans la collection Rivages/Noir.

## Résumé
Phoenix, Arizona. Plusieurs années après les évènements contés dans Drive, le Chauffeur s'est refait une nouvelle vie, avec un nouveau nom. Mais il est soudainement rattrapé par son passé quand sa compagne du moment est assassinée sous ses yeux...